# 埃卡当维尔拉康帕涅
埃卡当维尔-拉康帕涅（法語：Écardenville-la-Campagne，法語發音：[ekaʁdɑ̃vil la kɑ̃paɲ]）是法国厄尔省的一个市镇，位于该省中部偏西，属于贝尔奈区。

## 地理
埃卡当维尔-拉康帕涅（49°7'7"N, 0°50'48"E）面积7.4 平方千米，位于法国诺曼底大区厄尔省，该省份为法国北部内陆省份，北起滨海塞纳省，西接奧恩省和卡爾瓦多斯省，南至厄尔-卢瓦省，东临瓦兹省、瓦兹河谷省和伊夫林省。
与埃卡当维尔-拉康帕涅接壤的市镇（或旧市镇、城区）包括：布赖、孔邦、勒讷堡附近埃普勒维尔、鲁日佩里耶、维莱叙勒讷堡、蒂布维尔。
埃卡当维尔-拉康帕涅的时区为UTC+01:00、UTC+02:00（夏令时）。

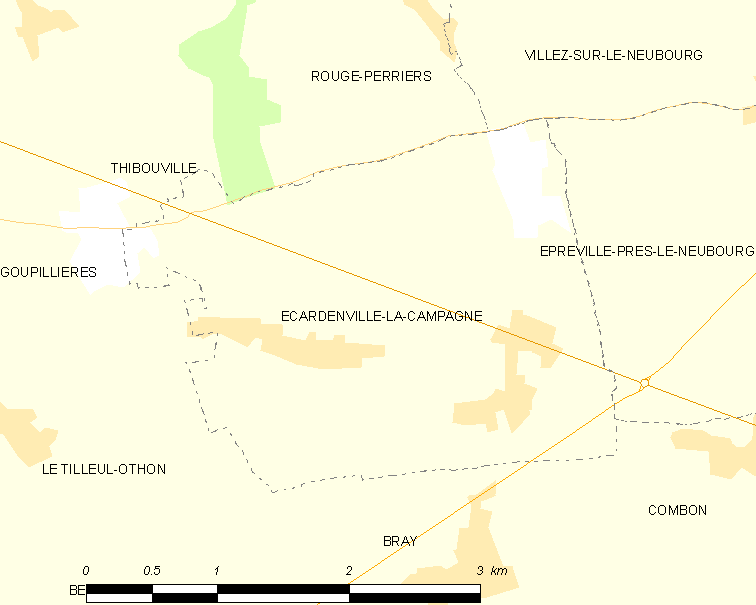
埃卡当维尔-拉康帕涅的OSM定位图

## 行政
埃卡当维尔-拉康帕涅的邮政编码为27170，INSEE市镇编码为27210。

## 政治
埃卡当维尔-拉康帕涅所属的省级选区为布里奥讷县。

## 人口

1962-2008年间埃卡当维尔-拉康帕涅人口变化图示

埃卡当维尔-拉康帕涅于2022年1月1日时的人口数量为446人。